# Niente fiori
Niente fiori (titolo originale No Flowers by Request) è un romanzo poliziesco del 1987 della scrittrice britannica June Thomson, tredicesimo della serie di romanzi in cui indaga l'ispettore Jack Finch della polizia di Chelmsford nell'Essex, affiancato dal sergente Tom Boyce.

## Trama
Felix Napier, gentiluomo di Woodstone, dopo la morte della moglie Helen, per cancellare il dolore ha venduto la casa e gli annessi canili a Steven Bradley, ritirandosi in una villetta di campagna, poco distante dal cottage dei coniugi Pagett, Dodie e Mike. Napier nutre un certo risentimento nei confronti di Bradley, dato che quest'ultimo si è mostrato infastidito dalle continue ingerenze di Napier sul modo migliore di gestire i canili, troncando di fatto ogni rapporto.
La figlia di Felix, Elizabeth, che vive col marito avvocato David Hamilton in una bella casa confinante con la proprietà di Bradley decide di organizzare un party al quale invita fra gli altri anche Steven Bradley, per cercare di smussare gli attriti fra questi e Felix, e a sorpresa anche Kate Denby, un'insegnante collega di Dodie Pagett. Bradley spera di avere presto una risposta positiva da Hamilton a proposito della sua richiesta di chiudere il varco nella siepe che mette in comunicazione le due proprietà, ma durante la festa non ha modo di parlare con Hamilton su questo argomento. Napier partecipa alla festa organizzata dalla figlia, anche se cerca di stare lontano da Bradley, ed ha modo di conoscere meglio Kate che invita a casa per il martedì della settimana successiva.

## Edizioni
- June Thomson, Niente fiori, traduzione di Rita Botter Pierangeli, collana Il Giallo Mondadori, n. 2066, Mondadori, 1988,  p. 175.